# 박우상 (아이스하키 선수)
박우상(朴禹相, 1985년 5월 30일~)은 대한민국의 아이스하키 선수, 지도자이다. 연세대학교를 졸업하고 아시아리그 아이스하키의 안양 한라에서 선수 생활을 시작했으며, 2011년에는 한국인 선수로는 최초로 영국의 프로 아이스하키 리그인 엘리트 아이스하키 리그의 코번트리 블레이즈에 입단했다. 복귀 후에는 군 복무를 위해 상무에서 뛰었고, 다시 안양 한라로 돌아왔다. 이후 2019년까지 그 팀에서 뛰다가 은퇴했다.

## 생애와 경력
서울특별시에서 태어났다. 경성고등학교 재학 시절에 아이스하키 선수로 활동했으며, 이 시기에 추계 전국중고아이스하키 연맹전에서 두 번 우승(2002, 2003)하고 2003년 여름에는 김기성, 이용준과 함께 북미 아이스하키 리그인 내셔널 하키 리그(NHL) 훈련 캠프에 참여했다. 같은 해에 대한민국 U-18 국가대표팀의 일원으로 발탁되어 국가대표로도 활동했다. 경성고 졸업 후에는 연세대학교에 진학하였다. 연세대학교 1학년 때 주니어 국가대표로 발탁되어  2005 세계 주니어 선수권 대회 디비전2에 대한민국 대표로 참가하였다. 또 성인 대표로도 발탁되어 크로아티아에서 열린 세계 선수권 대회 디비전2에 참가, A조에 출전하여 크로아티아와 오스트레일리아의 뒤를 이어 3위를 기록했다. 2007년에는 중국 창춘시에서 열린 동계 아시안 게임에 대한민국 국가대표로 참가하였으며, 홍콩과의 경기에서 박성민과 김규헌의 어시스트로 인한 골 1개를 기록하였고, 이후에도 김규헌과 함께 김기성의 골을 어시스트하였다. 말레이시아전에서도 골 2개를 넣고, 박성민과 함께 김기성의 골을 어시스트했다. 이후 파이널 라운드에서 일본과 카자흐스탄에게 패했으나 개최국 중국을 잡으며 동메달을 획득하였다.
연세대학교를 졸업한 후에는 아시아리그 아이스하키의 안양 한라에 입단하여 프로 선수 생활을 시작했다. 안양 한라에서 뛰는 동안에도 국가대표 선수로 활동하여 2007 세계 선수권 대회 디비전2, 2008 세계 선수권 대회 디비전1, 2010 세계 선수권 대회 디비전1에 참가하였다. 2011년에는 카자흐스탄의 아스타나와 알마티에서 열린 동계 아시안 게임에 대한민국 국가대표로 참가하여 동메달을 획득하였다. 아시안 게임 이후에는 2011 세계 선수권대회 디비전1에 참가했고, 세계 선수권 대회 이후 한국인 선수로는 최초로 영국의 프로 아이스하키 리그인 엘리트 아이스하키 리그의 코번트리 블레이즈에 입단하여 1년간 뛰었다. 이듬해에 다시 안양 한라에 돌아왔고, 2014년에 군 복무를 위해 국군체육부대의 아이스하키팀인 대명 상무에 입단했다. 이후 상무 소속으로 뛰면서 전역 후 다시 안양 한라로 복귀하였다.
이후 2017년 동계 아시안 게임에 참가하여 사상 첫 은메달을 획득했고, 사상 첫 올림픽 출전 대회인 2018년 동계 올림픽에서는 대표팀 주장을 맡았다. 그리고 A조 2차전인 스위스와의 경기에서 부상을 당했지만. 올림픽 내내 경기에 출전했다. 2018-19 시즌을 마친 후 김윤환과 은퇴했다.

## 개인사
종교는 천주교이며, 영세명은 베드로이다.